# Cinco conferencias sobre psicoanálisis
Cinco conferencias sobre psicoanálisis o Sobre el psicoanálisis (en alemán «Über Psychoanalyse») es una obra de Sigmund Freud publicada en 1910. Estas son cinco conferencias dadas por Freud en 1909 en la Universidad Clark en los Estados Unidos. La obra fue publicada por primera vez en 1910 en inglés en el American Journal of Psychology.

## Historia

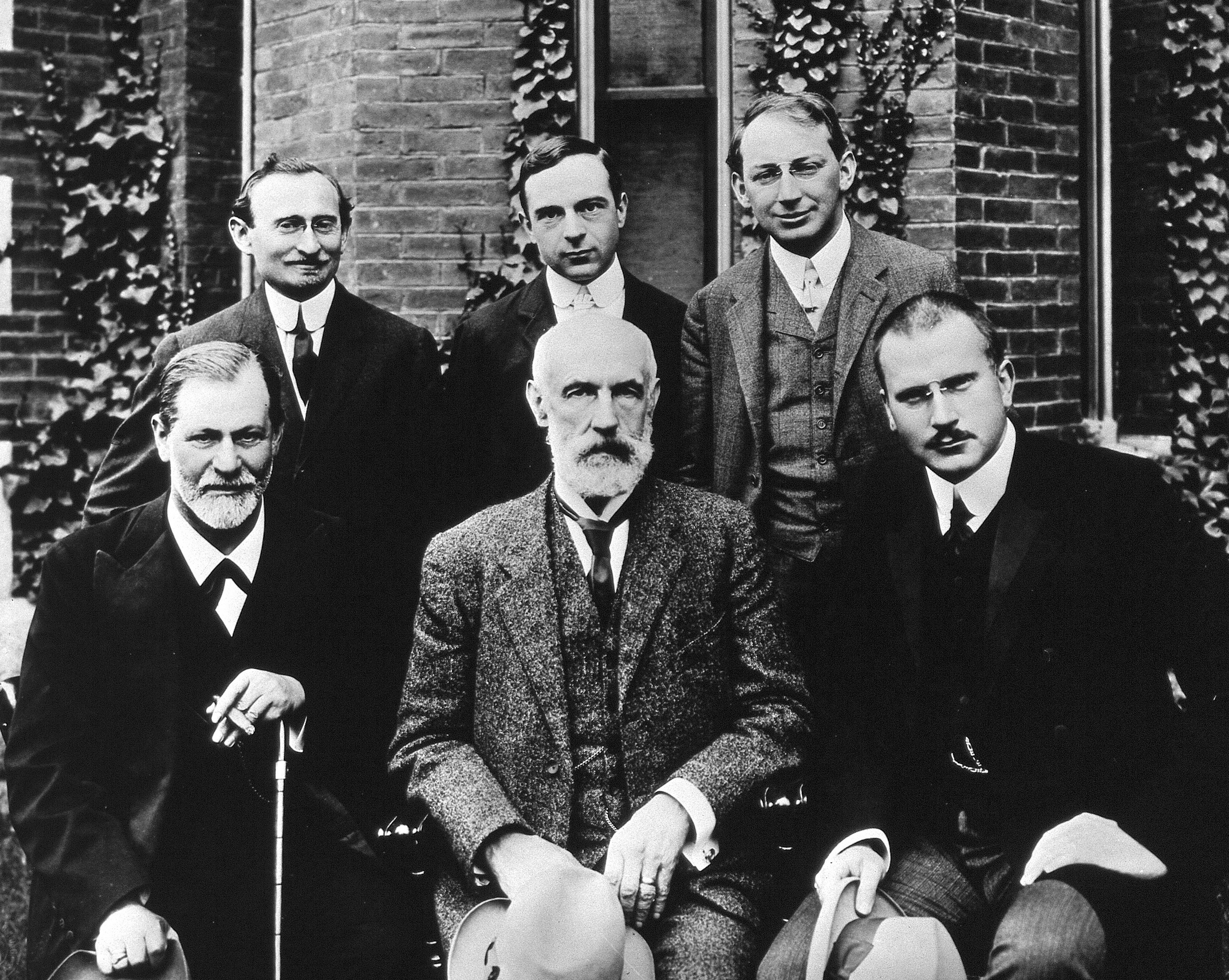
Foto grupal frente a la Universidad de Clark en 1909. Primera fila: Sigmund Freud, G. Stanley Hall, CG Jung; fila de atrás: Abraham A. Brill, Ernest Jones, Sandor Ferenczi

Invitado por Granville Stanley Hall, rector de la Universidad de Clark en Worcester, para dar una serie de conferencias por el vigésimo aniversario de esa universidad y tras declinar inicialmente la oferta, Sigmund Freud finalmente la acepta y se embarca el 21 de agosto de 1909 con Sandor Ferenczi y Carl Gustav Jung (quien también había recibido una invitación oficial). Se encontraron con Abraham Brill y Ernest Jones en Nueva York para ir a Worcester, donde Freud pronunció en alemán, cinco conferencias del 6 al 10 de septiembre de 1909, conferencias para las cuales, según Jones, habló con poca preparación previa, sin notas y en un tono familiar "que impresionó mucho a la audiencia". 
Freud y Jung recibieron el 11 de septiembre el título de doctor honoris causa de la Universidad en el momento de la ceremonia de clausura.
La obra se hizo popular y tuvo varias ediciones sin muchas modificaciones, exceptuando un nota en 1923, donde rectificaba la deuda del psicoanálisis para con Breuer.
El escrito es reconocido por su contenido divulgativo del que Freud era ávido de exponer:

Aunque ya tenía publicados algunos informes sumarios sobre el psicoanálisis, esta serie de conferencias constituyó el primer escrito extenso sobre divulgación. Naturalmente, sus trabajos de esta índole eran de diversa dificultad según al público al que estuvieran dirigidos; el que ocupa las páginas siguientes debe considerarse uno de los más sencillos, en especial si se los compara con la impresionante serie Conferencias de introducción al psicoanálisis.
James Strachey

## Contenido
Mientras muestra inicialmente el papel importante de Josef Breuer en el descubrimiento del psicoanálisis, Freud retoma el caso de Anna O., una paciente que sufre de histeria de conversión, tratada por Breuer: la rememoración de eventos traumáticos bajo hipnosis, acompañada de afectos, lo que produce el efecto de catarsis, libera a Anna O. de sus síntomas. Freud informa que pronto abandonó esta técnica de la hipnosis y que fueron las investigaciones sobre la histeria realizadas por Jean Martin Charcot y Pierre Janet en París, al mismo tiempo que Hippolyte Bernheim en Nancy, las que le permitieron desarrollar su propia teoría. Comprende cómo un síntoma disfraza un conflicto psíquico entre el consciente y el inconsciente que es causado por deseos inconciliables; descubre el papel de la resistencia y la represión.
Luego, Freud expone los fundamentos de la técnica psicoanalítica: asociación libre, interpretación de lapsus y, sobre todo, de los sueños, la "vía regia hacia el conocimiento del inconsciente", en la cual explica las nociones del contenido latente que se oculta detrás del contenido manifiesto del sueño, los procesos de condensación y desplazamiento.
Luego aborda la cuestión central de la sexualidad infantil, el complejo de Edipo y el origen sexual de las neurosis, explicando el fenómeno de la transferencia.